# Niklas Tarvajärvi
Niklas Henrikki Tarvajärvi (* 13. März 1983 in Tuusula) ist ein ehemaliger finnischer Fußballspieler.

## Profi-Stationen
Tarvajärvi startete seine Profi-Karriere in der höchsten finnischen Liga, der Veikkausliiga. Er spielte für den FC Jokerit und Myllykosken Pallo -47, bevor 2005 ein Wechsel in die Niederlande zum SC Heerenveen folgte.
In den folgenden Jahren wurde er zuerst an De Graafschap und danach an Vitesse Arnheim ausgeliehen. Nach vier aktiven Jahren in den Niederlanden wechselte er 2009 zu Neuchâtel Xamax in der Schweiz.
Bereits nach wenigen Monaten unterzeichnete er beim Karlsruher SC einen Vertrag bis 2011. Zum 1. Mai 2011 wurde er bis Ende der Saison 2010/11 an den finnischen Erstligisten Turku PS ausgeliehen. Nach der Ausleihe wurde sein Vertrag beim Karlsruher SC aufgelöst und er wechselte zum niederländischen Zweitligisten Go Ahead Eagles Deventer.

## Nationalmannschaft
In den Jahren 2005, 2008 und 2009 bestritt Tarvajärvi insgesamt vier Länderspiele für die finnische Fußballnationalmannschaft, in denen er jedoch torlos blieb.

## Erfolge
mit Myllykosken Pallo -47:
- Finnischer Pokalsieger: 2004
- Finnischer Meister: 2004